# International Love
International Love ist ein Lied des US-amerikanischen Rappers Pitbull in Zusammenarbeit mit dem Sänger Chris Brown. Es wurde von Pitbull, Carsten Shack, Peter Biker, Sean Hurley und Claude Kelly geschrieben, und von Peter Biker, Sean Hurley und Claude Kelly produziert.

## Hintergrund
International Love wurde am 30. Mai 2011 zuerst als Promo-Single veröffentlicht. Am 1. November 2011 wurde das Lied als vierte offizielle Single aus Pitbulls Album Planet Pit veröffentlicht.

## Kritik
International Love bekam überwiegend positive Kritiken. Robbie Daw vom Idolator meinte der Song würde schnell eine Heimat im Radio finden. Bill Lamb von About.co fand, dass Chris Brown im Vers eine sehr gute Darstellung abliefert.

## Kommerzieller Erfolg

### Chartplatzierungen
International Love stieg bereits vor der Singleveröffentlichung, aufgrund hoher Einzeldownloads im Zuge der Albumveröffentlichung von Planet Pit, auf Platz 48 der australischen Singlecharts ein. Nach der Veröffentlichung könnte die Single bis auf Platz 15 vordringen. In Großbritannien erreichte die Single den zehnten Platz der Hitparade. Das Lied konnte sich zudem auf Platz zehn der Canadian Hot 100 platzieren. In den Billboard Hot 100 erreichte das Lied Platz 13.
| ChartsChartplatzierungen       | Höchstplatzierung | Wochen |
| ------------------------------ | ----------------- | ------ |
| Deutschland (GfK)              | 21 (16 Wo.)       | 16     |
| Österreich (Ö3)                | 8 (28 Wo.)        | 28     |
| Schweiz (IFPI)                 | 13 (26 Wo.)       | 26     |
| Vereinigte Staaten (Billboard) | 13 (26 Wo.)       | 26     |
| Vereinigtes Königreich (OCC)   | 10 (20 Wo.)       | 20     |

| ChartsJahrescharts (2012)      | Platzierung |
| ------------------------------ | ----------- |
| Österreich (Ö3)                | 43          |
| Schweiz (IFPI)                 | 53          |
| Vereinigte Staaten (Billboard) | 48          |
| Vereinigtes Königreich (OCC)   | 80          |

### Auszeichnungen für Musikverkäufe
| Land/Region                  | Auszeichnungen für Musikverkäufe (Land/Region, Auszeichnung, Verkäufe) | Verkäufe  |
| ---------------------------- | ---------------------------------------------------------------------- | --------- |
| Australien (ARIA)            | 3× Platin                                                              | 210.000   |
| Dänemark (IFPI)              | Gold                                                                   | 15.000    |
| Deutschland (BVMI)           | Gold                                                                   | 150.000   |
| Frankreich (SNEP)            | —                                                                      | 77.900    |
| Italien (FIMI)               | Gold                                                                   | 15.000    |
| Japan (RIAJ)                 | Gold                                                                   | 100.000   |
| Kanada (MC)                  | 3× Platin                                                              | 240.000   |
| Mexiko (AMPROFON)            | 3× Gold                                                                | 90.000    |
| Neuseeland (RMNZ)            | 2× Platin                                                              | 60.000    |
| Norwegen (IFPI)              | 3× Platin                                                              | 30.000    |
| Österreich (IFPI)            | Gold                                                                   | 15.000    |
| Schweiz (IFPI)               | Platin                                                                 | 30.000    |
| Spanien (Promusicae)         | Platin                                                                 | 60.000    |
| Vereinigte Staaten (RIAA)    | 4× Platin                                                              | 4.000.000 |
| Vereinigtes Königreich (BPI) | Platin                                                                 | 600.000   |
| Insgesamt                    | 6× Gold · 19× Platin ·                                                 | 5.692.900 |

### Auszeichnungen für Musikstreaming
| Land/Region     | Auszeichnungen für Musikverkäufe (Land/Region, Auszeichnung, Verkäufe) | Verkäufe  |
| --------------- | ---------------------------------------------------------------------- | --------- |
| Dänemark (IFPI) | 2× Platin                                                              | 1.800.000 |
| Insgesamt       | 2× Platin ·                                                            | 1.800.000 |

Hauptartikel: Pitbull (Rapper)/Auszeichnungen für Musikverkäufe